# Leucatomis
Leucatomis — рід совкових з підродини совок-п'ядунів, який зустрічається у Французькій Гвіані.

## Систематика
У складі роду:
- Leucatomis bisacutum Hampson, 1895
- Leucatomis discisigna Moore, 1883
- Leucatomis incondita Dognin, 1914
- Leucatomis lunifera Moore, 1885
- Leucatomis sabularea Schaus, 1906
- Leucatomis variegata Hampson